# Tian Liang
Tian Liang (田亮S; pinyin: Tián Liàng; Chongqing, 27 agosto 1979) è un tuffatore cinese. Specializzato nella piattaforma 10 metri individuale e sincro, in carriera ha vinto numerose medaglie tra cui due medaglie d'oro ai Giochi olimpici e tre ai campionati mondiali di nuoto.

## Palmarès
- Giochi olimpici

Sydney 2000: oro nella piattaforma 10 m e argento nel sincro 10m.
Atene 2004: oro nel sincro 10 m e bronzo nella piattaforma 10m.
- Mondiali di nuoto

Perth 1998: oro nel sincro 10 m e argento nella piattaforma 10m.
Fukuoka 2001: oro nella piattaforma 10m e nel sincro 10m.
Barcellona 2003: bronzo nella piattaforma 10m e nel sincro 10m.
- Giochi asiatici

Bangkok 1998: oro nella piattaforma 10m.
Busan 2002: oro nella piattaforma 10m.

### Coppa del Mondo
- Vincitore della Coppa del Mondo della piattaforma 10m nel 1999, nel 2000, nel 2002 e nel 2004
- Vincitore della Coppa del Mondo del sincro 10m nel 1995, nel 1999, nel 2000, nel 2002 e nel 2004